# Christin Zacher

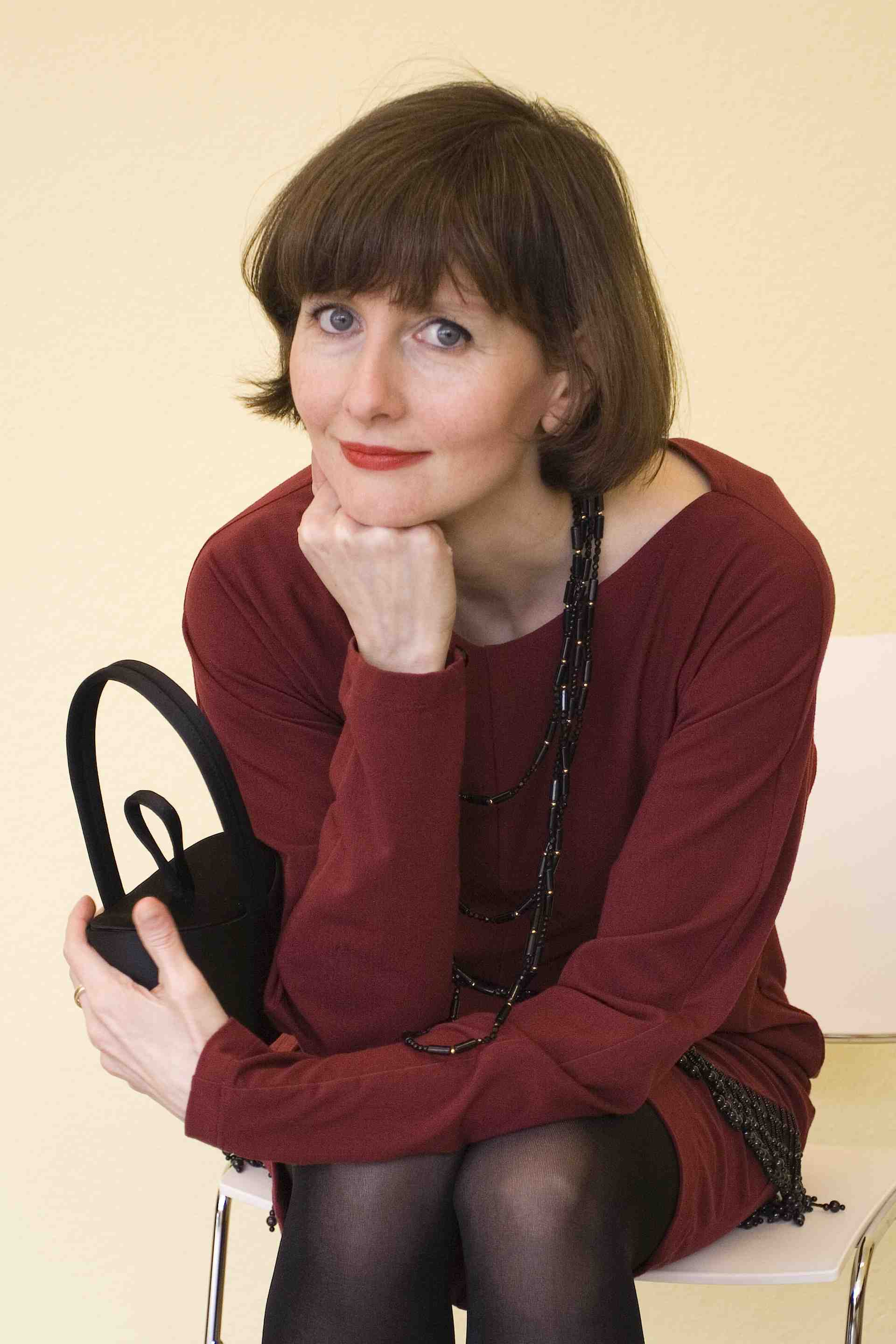
Christin Zacher (2007)

Christin Zacher (* 26. April 1970  in Berlin) ist eine deutsche Schauspielerin und Sängerin.

## Leben
Christin Zacher diplomierte 1993 an der Hochschule für Musik „Hanns Eisler“ Berlin. Ihr erstes Engagement war am Theater des Westens, wo sie unter der Regie von Helmut Baumann und Jürg Burth spielte. Auch am Münchener Deutschen Theater, bei den Freilichtspielen in Schwäbisch Hall und am Saarländischen Staatstheater spielte sie, Letzteres als Fantine in Les Misérables.
Bei den Gandersheimer Domfestspielen spielte sie seit 2004 die Rollen Papagena in Die Zauberflöte, Mme. Dindon in Ein Käfig voller Narren, Maria in der Uraufführung von Mozart in Manhattan, Columbia in The Rocky Horror Show, Adele in Die Fledermaus, Lucy in Die Dreigroschenoper, Eurydike in Orpheus in der Unterwelt und Lady Capulet in Romeo und Julia. 2006 gewann sie den „Roswitha-Ring“ als herausragendste Schauspielerin.
Als Gesangsolistin ist sie mit dem Deutschen Filmorchester Babelsberg, dem Sinfonieorchester Wuppertal, dem Radio Sinfonieorchester Pilsen und dem LPO NRW aufgetreten.
Ein Querschnitt aus ihren Soloprogrammen wurde auf der CD Sehnsucht 2005 veröffentlicht. Seit 2006 tritt Christin Zacher zusammen mit dem Schauspieler Reinhard Krökel und dem Pianisten Scott Lawton mit dem Programm Wenn Ärzte lieben im deutschsprachigen Raum auf.